# یواس‌اس التاما (سی‌وی‌یی-۱۸)
یواس‌اس التاما (سی‌وی‌یی-۱۸) (به انگلیسی: USS Altamaha (CVE-18)) یک کشتی بود که طول آن ۴۹۲ فوت (۱۵۰ متر) بود. این کشتی در سال ۱۹۴۲ ساخته شد.